# Шульбінська селищна адміністрація
Шульбі́нська селищна адміністрація (каз. Шүлбі кенттік әкімдігі, рос. Шульбинская поселковая администрация) — адміністративна одиниця у складі Жанасемейського району Абайської області Казахстану. Адміністративний центр та єдиний населений пункт — селище Шульбінськ.
Населення — 2853 особи (2021; 3149 у 2009, 4585 у 1999, 6514 у 1989).
Станом на 1989 рік існувала Шульбінська селищна рада (смт Шульбінськ) колишнього Жанасемейського району.